# Jermaine Thomas
Jermaine  Dontay Thomas (Frederick, Maryland, 12 de enero de 1984) es un jugador de baloncesto estadounidense con nacionalidad húngara. Con 1,88 metros de altura, juega en la posición de base.

## Trayectoria
Thomas se formó en el instituto Governor Thomas Johnson de su ciudad natal, y se presentó al draft en 2006, después de jugar en La Salle Explorers (NCAA). Su carrera, desde entonces, ha transcurrido en Europa. Las tres primeras temporadas jugó en Hungría, donde volvería en 2011 después de haber pasado por Austria y Alemania.
Thomas es un base atlético, tuvo una media en última temporada en Hungría de 16,4 puntos, 2,8 rebotes y 4,5 asistencias por partido en las filas del Soproni KC.
En julio de 2015, se ha convertido en el segundo fichaje del Bàsquet Manresa para la temporada 2015-2016.
En febrero de 2016, el base se desvincula del ICL Manresa. El jugador estadounidense, con pasaporte húngaro, abandona el ICL Manresa, con el que ha promediado 3,9 puntos, 1,4 asistencias y 1,8 de valoración.

### Clubes
| Club                   | País       | Año         |
| ---------------------- | ---------- | ----------- |
| Dombóvár               | Hungría    | 2006 - 2007 |
| MAFC                   | Hungría    | 2007        |
| BC Körmend             | Hungría    | 2008        |
| UBC Güssing Knights    | Austria    | 2008 - 2009 |
| BC Körmend             | Hungría    | 2009 - 2010 |
| Eisbären Bremerhaven   | Alemania   | 2010 - 2011 |
| Raiffeisen Flyers Wels | Austria    | 2011        |
| Soproni KC             | Hungría    | 2011 - 2015 |
| Bàsquet Manresa        | España     | 2015 - 2016 |
| Falco KC Szombathely   | Hungría    | 2016        |
| KK Sutjeska            | Montenegro | 2016 - 2017 |
| Napoli                 | Italia     | 2018        |